# Live Like You Were Dying
| Совокупная оценка    | Совокупная оценка |
| Источник             | Оценка            |
| -------------------- | ----------------- |
| Metacritic           | (61/100)          |
| Оценки критиков      |                   |
| Источник             | Оценка            |
| About.com            | [ 2 ]             |
| Allmusic             | [ 3 ]             |
| Billboard            | Positive          |
| Cross Rhythms        | [ 5 ]             |
| Entertainment Weekly | B                 |
| Los Angeles Times    | [ 1 ]             |
| Mojo                 | [ 1 ]             |
| The New York Times   | Mixed             |
| Plugged In           | (average)         |
| USA Today            | [ 9 ]             |

Live Like You Were Dying — восьмой студийный альбом американского кантри-певца Тима Макгро, изданный 24 августа 2004 года на студии Curb Records. Альбом достиг № 1 в чарте Billboard 200 (в 3-й раз в его карьере) и № 1 в кантри хит-параде Top Country Albums (в 7-й раз) с тиражом 766 000 копий в дебютную неделю. Тираж альбома превысил 4 млн копий и он получил 4-кр. платиновый статус RIAA.
Альбом получил положительные отзывы музыкальной критики и интернет-изданий, удостоился премии American Music Awards (в категории Best Country Album) и был номинирован на Премию «Грэмми» как лучший кантри-альбом (Grammy for Best Country Album, 2008), а титульная песня выиграла в категории Лучший мужской кантри-вокал. С альбома вышло 5 синглов, два из которых (Back When и Live Like You Were Dying) достигли первого места в кантри-чарте Country Singles. Титульная песня стала лучшей песней года в стиле кантри.

## Список композиций
1. «How Bad Do You Want It» (Jim Collins, Bill Luther) — 3:44
2. «My Old Friend» (Craig Wiseman, Steve McEwan) — 3:37
3. «Can’t Tell Me Nothin'» (Steve Bogard, Rick Giles) — 3:08
4. «Old Town New» (Bruce Robison, Darrell Scott) — 5:00
5. «Live Like You Were Dying» (Wiseman, Tim Nichols) — 4:58
6. «Drugs or Jesus» (Brett James, Chris Lindsey, Aimee Mayo, Troy Verges) — 4:39
7. «Back When» (Jeff Stevens, Stan Lynch, Stephony Smith) — 4:59
8. «Something’s Broken» (Casey Beathard, Kevin Horne) — 3:42
9. «Open Season on My Heart» (Rodney Crowell, James T. Slater) — 3:39
10. «Everybody Hates Me» (Beathard, Ed Hill) — 3:28
11. «Walk Like a Man» (Tom Douglas) — 3:35
12. «Blank Sheet of Paper» (Don Schlitz, Brad Warren, Brett Warren) — 4:07
13. «Just Be Your Tear» (Wiseman, Tony Mullins) — 4:47
14. «Do You Want Fries with That» (Beathard, Kerry Kurt Phillips) — 3:59
15. «Kill Myself» (Bob DiPiero, Anthony Smith, Bobby Terry) — 3:07
16. «We Carry On» (Slater, Douglas) — 4:12

## Чарты
| Чарт (2004)                       | Лучший результат |
| --------------------------------- | ---------------- |
| Australian Albums Chart           | 36               |
| Canadian Albums Chart             | 2                |
| U.S. Billboard 200                | 1                |
| U.S. Billboard Top Country Albums | 1                |

## Сертификации
| Регион | Провайдер | Сертификация | Продажи    |
| ------ | --------- | ------------ | ---------- |
| США    | RIAA      | 4× Platinum  | 4,000,000+ |